# Кастильоне-Торинезе
Кастильоне-Торинезе (итал. Castiglione Torinese) — коммуна в Италии, располагается в регионе Пьемонт, в провинции Турин.
Население составляет 5964 человека (2008 г.), плотность населения составляет 421 чел./км². Занимает площадь 14 км². Почтовый индекс — 10090. Телефонный код — 011.
Покровителями коммуны почитаются святые Клавдий и Далмаций, празднование в первое воскресение июня.

## Демография
Динамика населения:

## Администрация коммуны
- Официальный сайт: http://www.comune.castiglionetorinese.to.it/ Архивная копия от 4 декабря 2012 на Wayback Machine